# Anette Brunner
Anette Brunner (* 1964) ist eine deutsche Kunsthistorikerin und Autorin.

## Leben

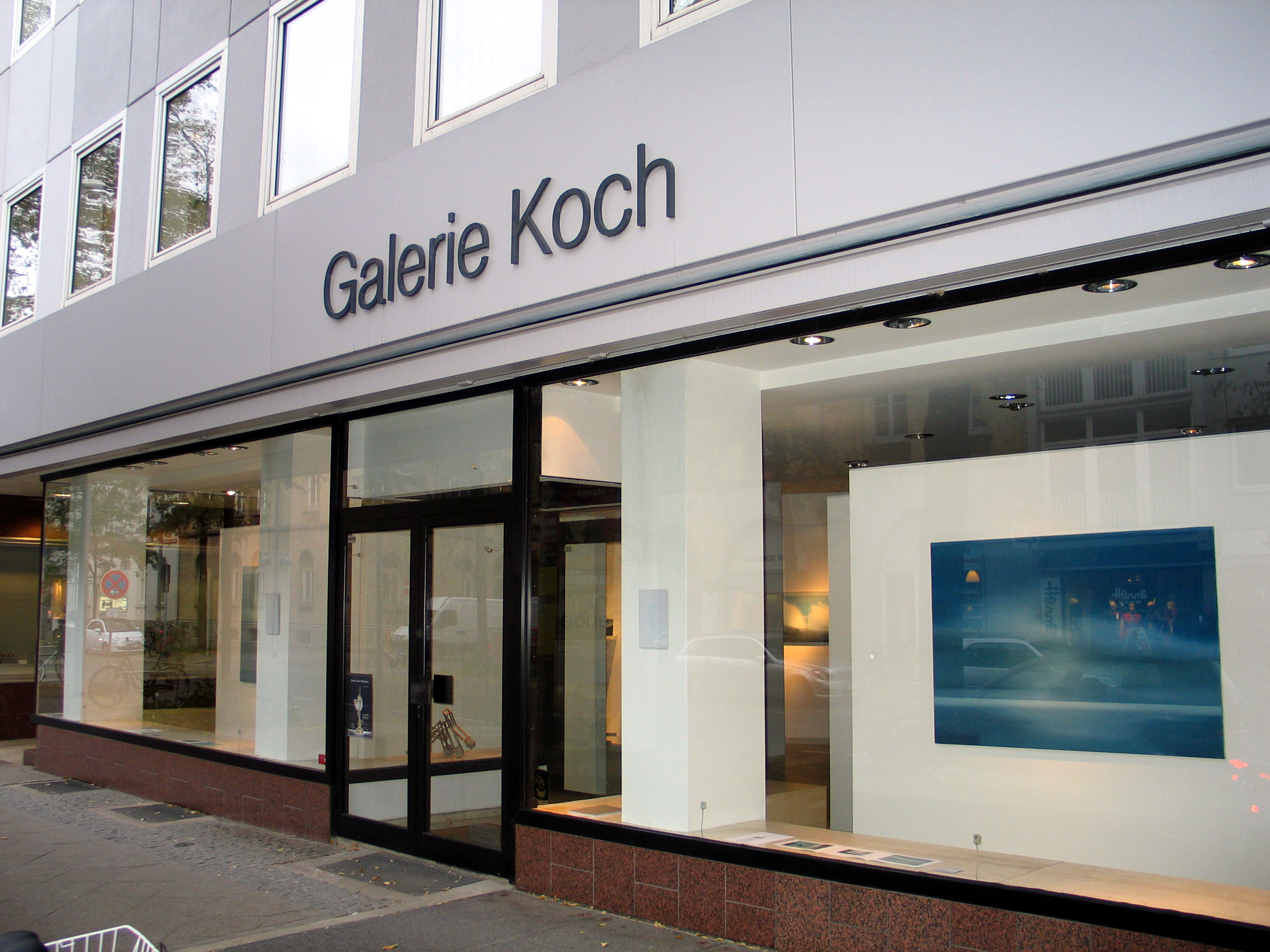
Seit 2011 Wirkungsstätte von Anette Brunner: Die Galerie Koch in der Königstraße in Hannover

Nach ihrem Schulbesuch studierte Anette Brunner die Fächer Europäische Kunstgeschichte, Klassische Archäologie und Deutsche Philologie in Heidelberg an der Ruprecht-Karls-Universität, wo sie 1993 ihre Masterarbeit zum Thema Kriegszeit. Künstlerflugblätter. Ein Beitrag im Rahmen der Untersuchung zur Position bildender Künstler während des ersten Weltkrieges verfasste. Ebenfalls in Heidelberg legte sie 2001 ihre Dissertation über Aspekte der Goethezeit ab unter dem Titel Das bedeutende Auge. Aspekte der Augen- und Blickdarstellung im Bildnis der Goethezeit, durch deren Verteidigung sie 2003  zum Dr. phil. promoviert wurde. Ihre Forschungsschwerpunkte liegen in den Bereichen Malerei, Skulptur und Grafik des Klassizismus und der Romantik, Antikenrezeption der frühen Neuzeit sowie italienische Majolika der Renaissance.
2011 wurde Anette Brunner Mitarbeiterin der Galerie Koch in Hannover, für die sie seitdem unter anderem Ausstellungskataloge redigiert. Daneben wirkte sie beispielsweise als Autorin beispielsweise über den deutschen Maler, Grafiker, Bildhauer und Lehrbeauftragten Otto Hettner im Allgemeinen Künstlerlexikon.

## Schriften (Auswahl)
- Kriegszeit. Künstlerflugblätter. Ein Beitrag im Rahmen der Untersuchung zur Position bildender Künstler während des ersten Weltkrieges, Masterarbeit Universität Heidelberg, 1993
- Das bedeutende Auge. Aspekte der Augen- und Blickdarstellung im Bildnis der Goethezeit, zugleich Dissertation 2001 an der Universität Heidelberg, Münster: Scriptorium, 2003, ISBN 978-3-932610-22-6 und ISBN 3-932610-22-9
- Anette Brunner (Red.), Rosemarie Drenkhahn, Anne Viola Siebert: Renaissancen. Antikenrezeption in der angewandten Kunst des 15. bis 19. Jahrhundert (= Museum Kestnerianum / Kestner-Museum Hannover, Bd. 6), Katalog zur gleichnamigen Ausstellung vom 3. April bis 20. Juli 2003 im Kestner-Museum Hannover, hrsg. von der Landeshauptstadt Hannover, der Oberbürgermeister, Kestner-Museum, Hannover: Kestner-Museum, 2003, ISBN 978-3-924029-35-7 und ISBN 3-924029-35-0
- Anette Brunner: Die „Hamelner Töpferei“ und die „Hamelner Töpferei Klaus Delius“ (1923–1966). In: Keramos. Zeitschrift der Gesellschaft der Keramikfreunde, Nummer 206 (2009), S. 61–75
- Anette Brunner: Otto Piene. Zero. Werke von 1957–1966, Publikation anlässlich des 85. Geburtstages von Otto Piene und der gleichnamigen Ausstellung vom 27. April bis 25. Mai 2013 in der Galerie Koch, Hannover: Galerie Koch, 2013
- Anette Brunner: Rot. Von farblichen Akzenten zur Monochromie. 13. Februar–15. März 2014, Begleitschrift zur gleichnamigen Ausstellung in der Galerie Koch, Hannover: Galerie Koch, 2014
- Anette Brunner: Blau. Von farblichen Akzenten zur Monochromie II. 25. Februar–26. März 2016, herausgegeben anlässlich der in der Galerie Koch 2016 gezeigten Ausstellung, Hannover: Galerie Koch, 2014